# Партия на националното действие
 Тази статия е за партията в Мексико.  За пратията в Турция вижте Партия на националното действие (Турция).  
Партията на националното действие (на испански: Partido Acción Nacional, PAN) е една от трите основни политически партии в Мексико. Тя заема десноцентристки позиции в мексиканския политически спектър, като идеологията ѝ е базирана на консерватизма и християндемокрацията. През 2000 година Партията на националното действие прекъсва продължилото десетилетия управление на Институционалната революционна партия, след като нейният кандидат Висенте Фокс печели президентските избори. Следващият президент, избран през 2006 година, Фелипе Калдерон, също е представител на партията, но през 2009 година Партията на националното действие остава на второ място на парламентарните избори.